# Saint-Nabor
Saint-Nabor je občina v departmaju Bas-Rhin francoske regije Alzacija.
Leta 1990 je v občini živelo 434 oseb oz. 230 oseb/km².